# Alexander Sokolowsky
Alexander Sokolowsky (* 1866 in Hamburg; † 1949 in Genua (?)) war ein deutscher Zoologe.

## Leben
Der Sohn des Arztes Ferdinand Sokolowsky absolvierte die allgemeine Gewerbeschule. Von 1887 bis 1889 studierte er Naturwissenschaften in Jena bei Ernst Haeckel, wobei er als naturwissenschaftlicher Zeichner arbeitete. Nachdem er drei Semester in Berlin verbracht hatte, folgte er Arnold Lang für ein weiteres Semester nach Zürich, wo er von 1893 bis März 1890 als Lehrer der Anatomie an der Kunstgewerbeschule wirkte. Gleichzeitig war er Bibliothekar am Gewerbemuseum. Danach arbeitete er zweieinhalb Jahre am Berliner Zoologischen Garten. Am 4. Dezember wurde in Zürich seine Dissertation angenommen. Seine Prüfungen in Vergleichender Anatomie, Botanik und Anthropologie ergaben den Notendurchschnitt 5 (gut).

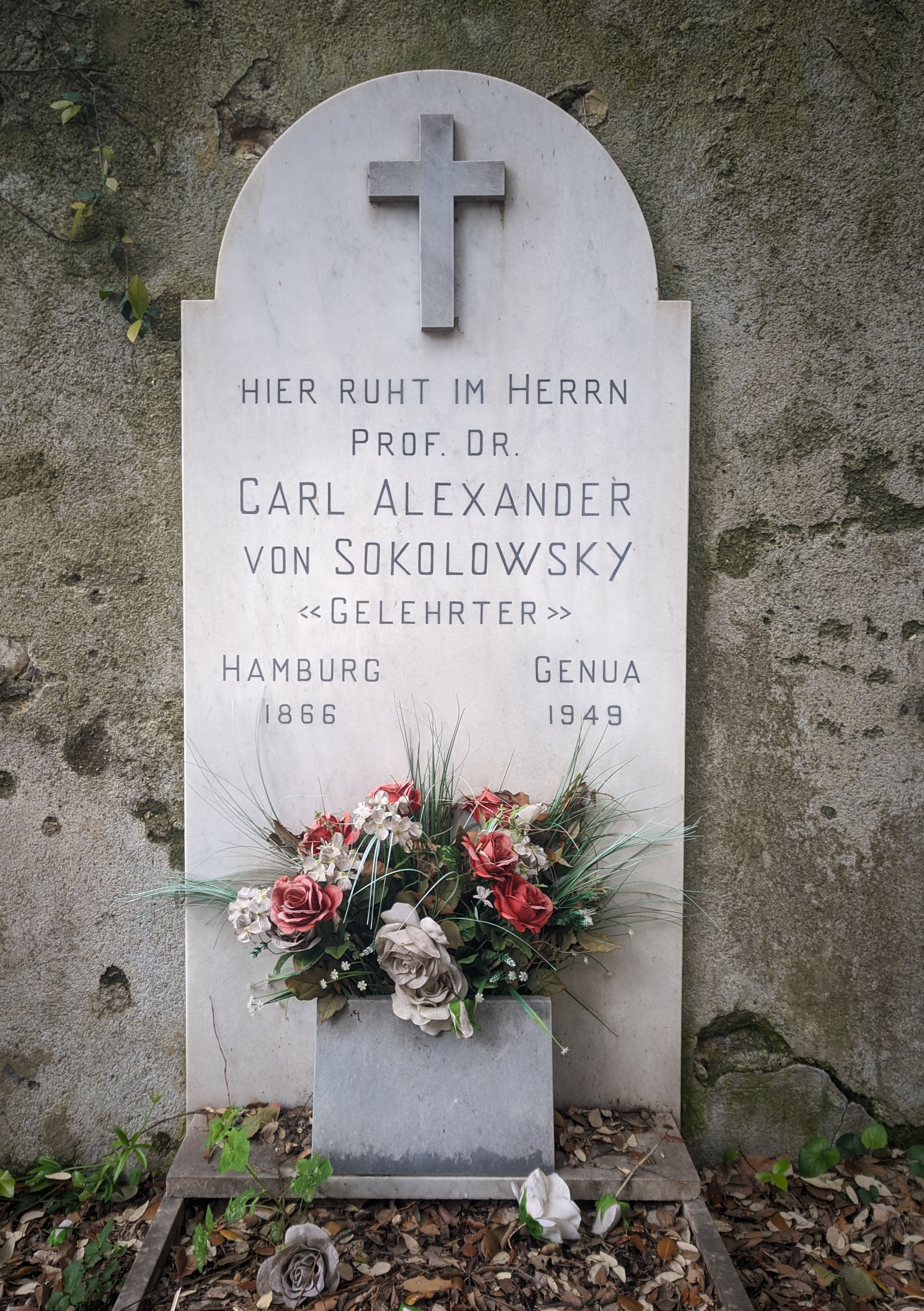
Das Grab von Alexander Sokolowsky auf dem Monumentalfriedhof Staglieno in Genua.

Ende des 19. Jahrhunderts zog es Sokolowsky nach Strausberg, in die an der Ostbahn gelegene Villenkolonie Strausberg II. Wohnhaft in der Villa Müncheberg, ein Etablissement damals am Schwanensee gelegen, engagierte er sich im Grundbesitzerverein, wo er Vorträge über seine Forschung hielt, sowie museale Stücke aus dem Berliner Kolonial Museum präsentierte.
Bis 1903 (?) arbeitete er als wissenschaftlicher Assistent am Zoologischen Garten Berlin unter Ludwig Heck. Am 1. August 1903 wurde er Direktor des Düsseldorfer Zoologischen Gartens, vermutlich aber nur für kurze Zeit. Er stand mit Carl Hagenbeck in Verbindung, kehrte 1906 nach Hamburg zurück und wurde Direktorialassistent am Tierpark Hagenbeck in Stellingen. Das Ehepaar Sokolowsky hatte eine Tochter, Laura Sokolowsky, welche in Lausanne in der Schweiz lebte. Laut „Index biologorum“ (1928) wirkte er als Zoologieprofessor am Transvaal University College in Pretoria. 
1942 arbeitete er mit dem Museo di storia naturale Giacomo Doria der norditalienischen Stadt Genua zusammen und beschrieb einige Zehnfußkrebse.
Sokolowsky wurde im Cimitero monumentale di Staglieno in Genua beerdigt. Sein Schriftverkehr und andere Dokumente aus seinem Nachlass werden bis heute aus Genua verkauft.

## Veröffentlichungen (Auswahl)
- Über die Beziehungen zwischen Lebensweise und Zeichnung bei Säugetieren; 1895
- Ueber die äussere Bedeckung bei Lacertilien - ein Beitrag zur Phylogenie der Lacertilien; 1899; Diss.
- Eine Antilope, die sich als Wirtschaftstier eignet
- Die Amphipoden Helgolands; Kiel, 1900
- Menschenkunde - eine Naturgeschichte sämtlicher Völkerrassen der Erde – ein Handbuch für jedermann; 1901
- Beobachtungen über die Psyche der Menschenaffen; 1908
- Tieracclimatisation. Eine biologisch-tierzüchterische Studie. Hannover, 1909
- Jenseits der Hochkultur. Ein Beitrag zur Wertschätzung der Menschheit; Hamburg, 1912
- Die Tierwelt der Tropen und ihre Verwertung; Hamburg, 1913
- Carl Hagenbeck und sein Werk; Leipzig, 1928
- Geflügelhaltung, Haus- und Pelztierzucht; ca. 1933 (→ Inhaltsverzeichnis)